# バンジャマン・ヴォーティエ
マルク・ルイ・バンジャマン・ヴォーティエ（Marc Louis Benjamin Vautier、1829年4月27日 – 1898年4月25日）はスイス生まれの画家、イラストレーターである。農民の日常などの風俗画を描いた。デュッセルドルフ美術アカデミーの教授を務めた。

## 略歴
スイス、ヴォー州のモルジュに教師の息子に生まれた。ジュネーブでジュール・エルベール(Jules Hébert: 1812-1897)に絵を学び、1848年から2年間、宝飾店でエナメル画家として働いた後、ジュネーブのラート美術館の美術学校で学び、ジュネーブの画家たちのなかで活動するようになった。
1850年にドイツに移り、デュッセルドルフ美術アカデミーに入学し、カール・フェルディナンド・ゾーンの教室で学び、ハインリヒ・ミュッケからも学ぶが、ゾーンの教育法が合わず、8か月でアカデミーを中退し、ルドルフ・ヨルダンの私塾に移った。仲間の学生のルートヴィヒ・クナウス(Ludwig Knaus :1829-1910)と各地を写生旅行した。1856年にはスウェーデン出身の画家、カール・ドゥンケル(Carl  d'Unker: 1828-1866)とパリで修行した。1857年からデュッセルドルフに定住し、1858年に結婚した 。ミュンヘンの展覧会に出展したした作品で風俗画家として人気を得た。挿絵画家としての働き、カール・インマーマンやベルトルト・アウエルバッハの著書の挿絵も描いた。
美術アカデミーの教授になり、クイド・マーネス、ヨスト・ムハイム、ムンカーチ・ミハーイ、ニコライ・ドミトリエフ＝オレンブルクスキー、Vincent Stoltenberg Lerche、カール・スント＝ハンセン、Karl Emanuel Jansson、Marie Helene Aarestrup、キャサリン・エンゲルハート・アミオット、エカテリーナ・ユンゲといった様々な国からの学生を教えた。
デュッセルドルフで没した。ヴォーティエの子供たちの何人かは画家になり、曾孫のバン・ヴォーティエ（Ben Vautier、1935年 - 2024年）もモダニズムのアーティストとして知られている。

## 作品

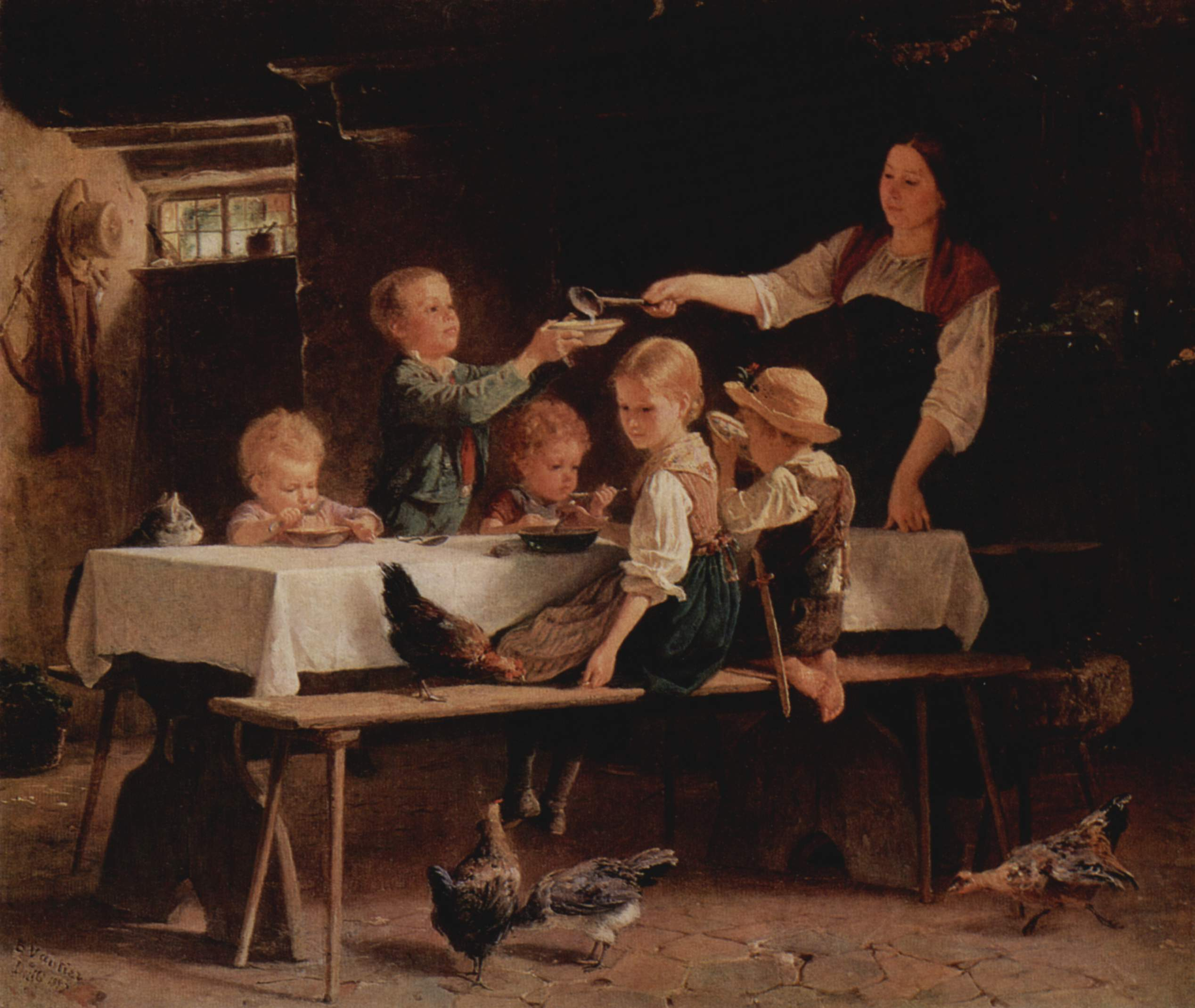
昼食のこどもたち (1857) エルミタージュ美術館
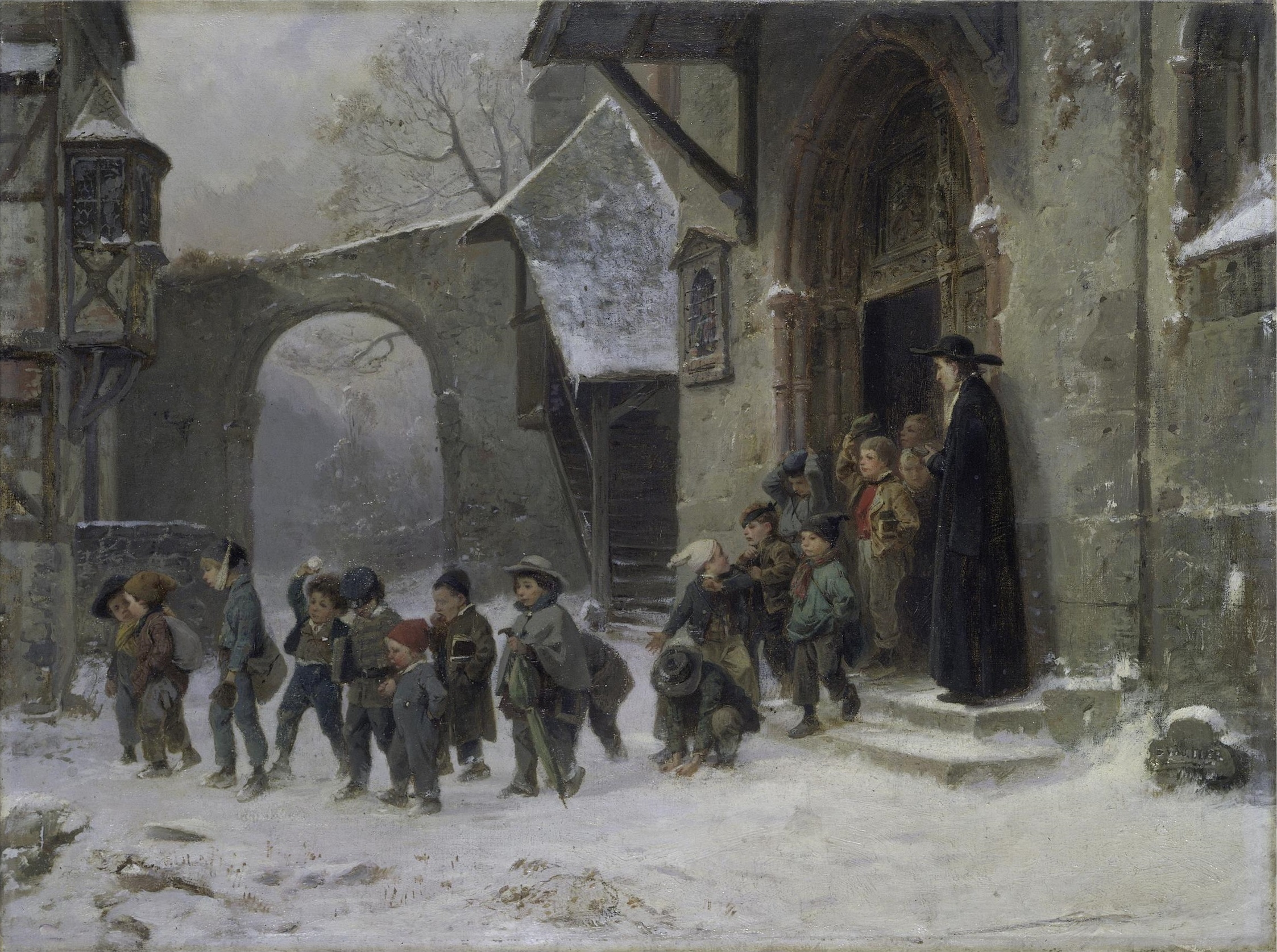
雪の日の子供たち (1960s) ヴィクトリア&アルバート博物館
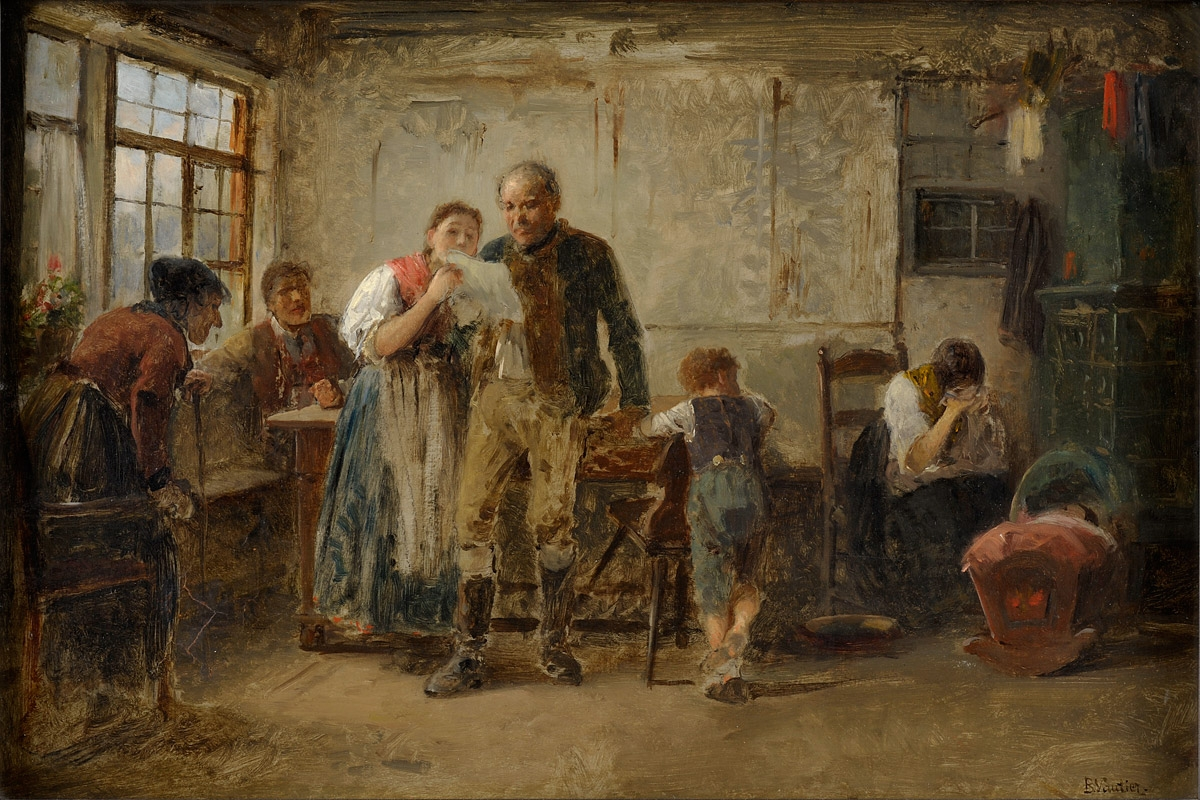
知らせ

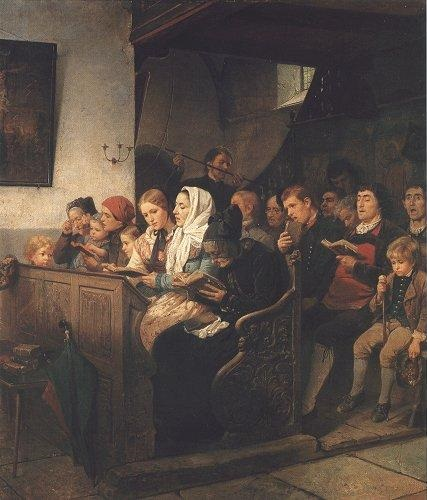
村の教会の信徒たち (1858) Museum Kunsthaus Heylshof
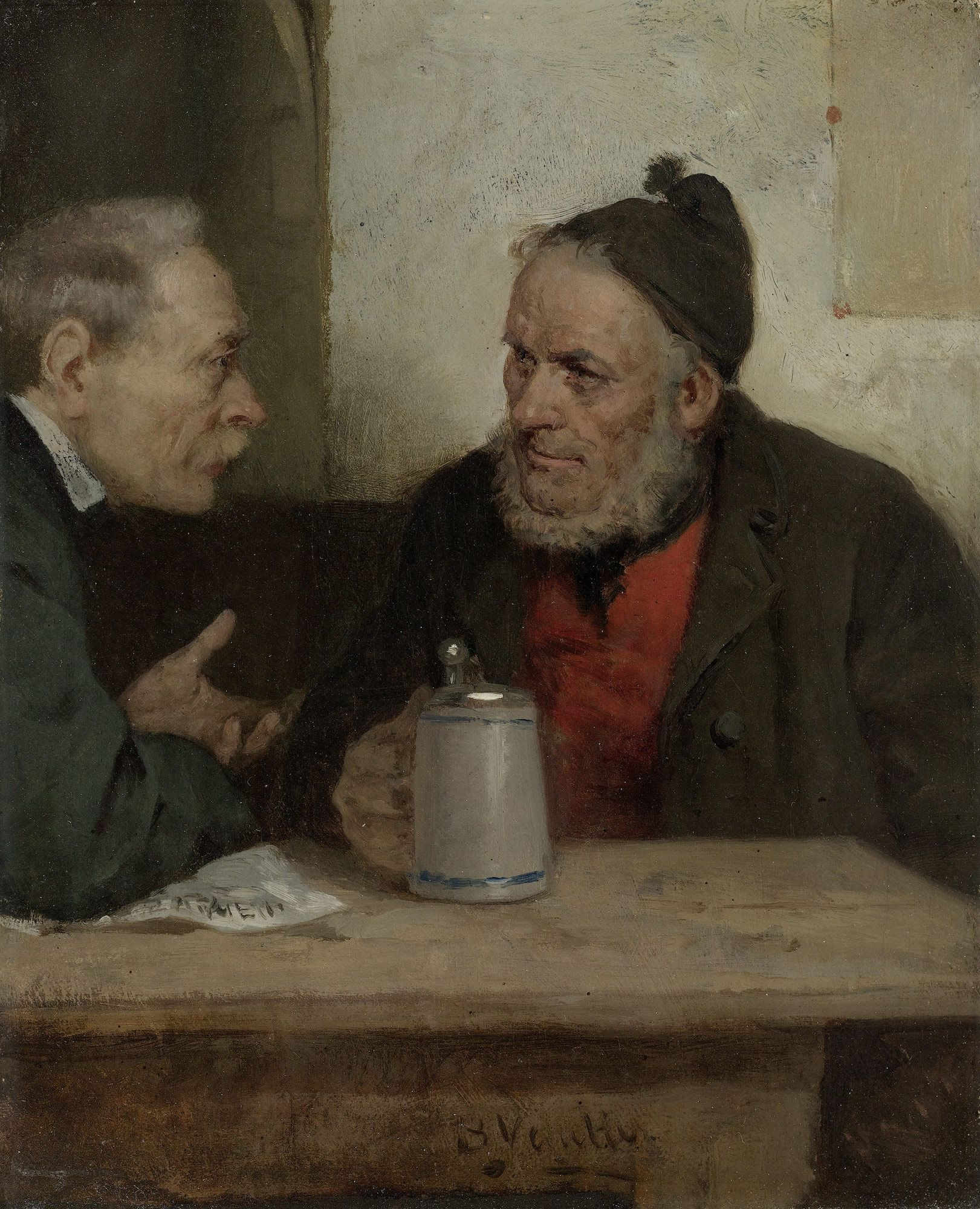
土曜日の会話
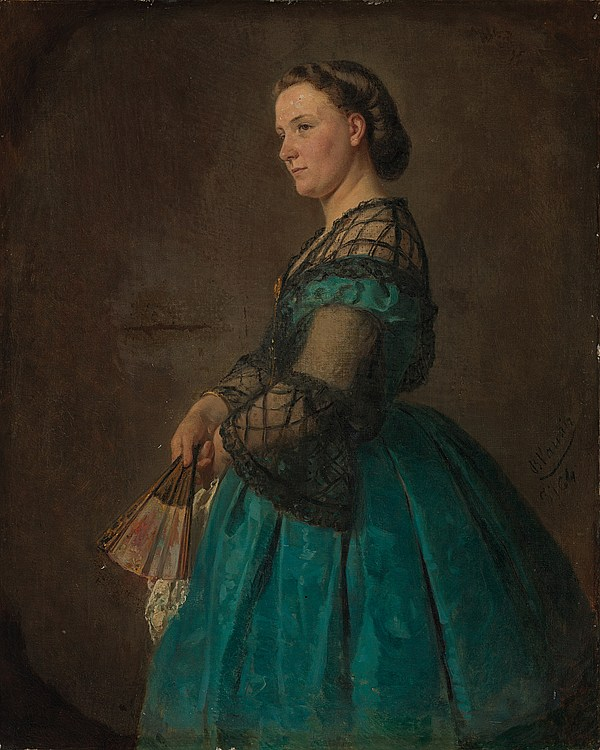
家族の肖像画 (1864) Museum Oskar Reinhart
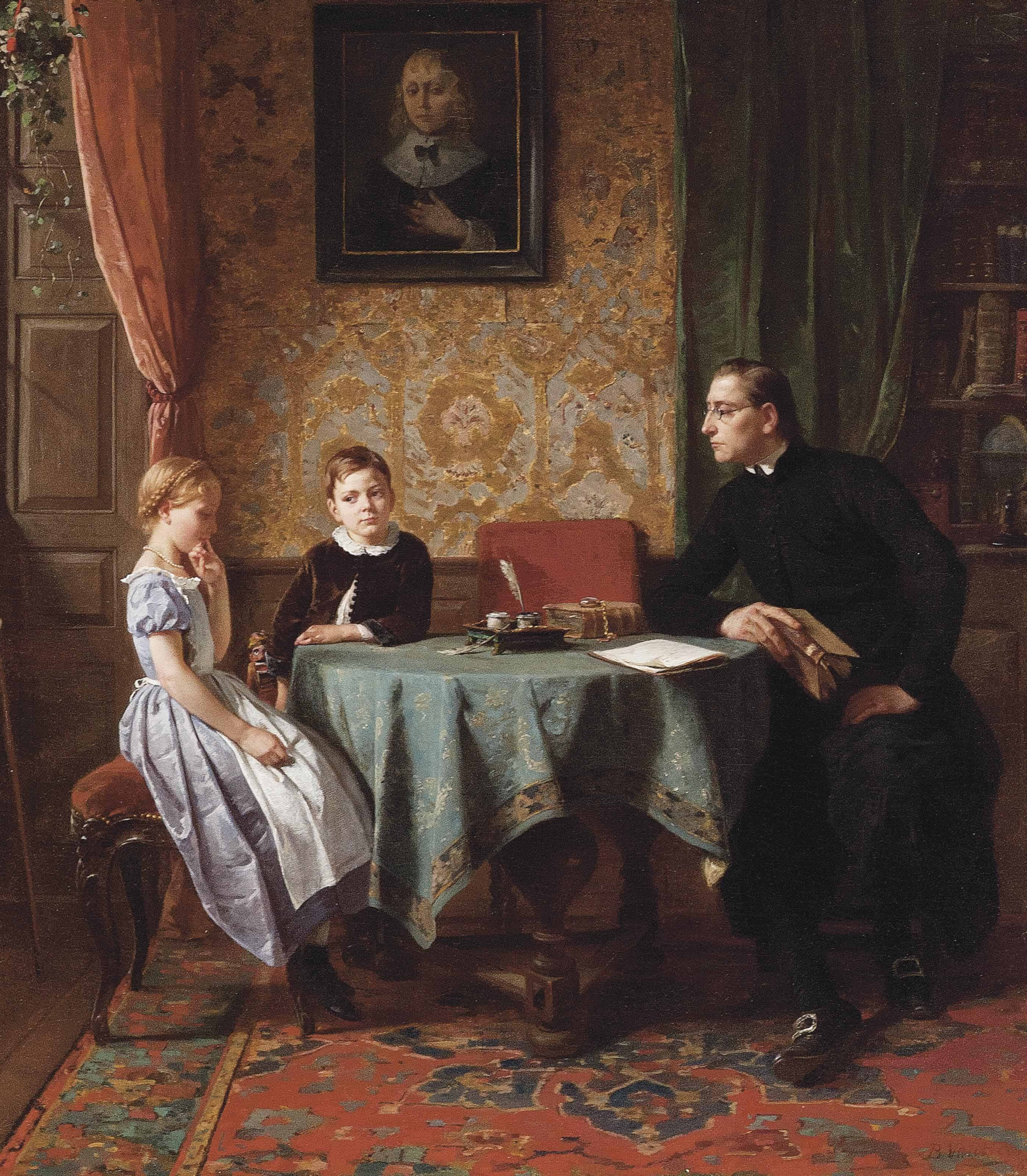
難しい問題 (1861)